# Copelatus subdeficiens
Copelatus subdeficiens är en skalbaggsart som beskrevs av Régimbart 1902. Copelatus subdeficiens ingår i släktet Copelatus och familjen dykare. Inga underarter finns listade i Catalogue of Life.